# Casacanditella
Casacanditella est une commune de la province de Chieti dans les Abruzzes en Italie.

## Administration
| Période                                  | Période  | Identité          | Étiquette | Qualité |
| ---------------------------------------- | -------- | ----------------- | --------- | ------- |
| 30 mai 2006                              | En cours | Bruno Della Pelle |           |         |
| Les données manquantes sont à compléter. |          |                   |           |         |

### Hameaux
Dendalo Calcara, Lisgoni, Semivicoli, Val di Foro

### Communes limitrophes
Bucchianico, Fara Filiorum Petri, Filetto, San Martino sulla Marrucina, Vacri